# شینیچیرو کوریموتو
شینیچیرو کوریموتو (انگلیسی: Shinichiro Kurimoto؛ زادهٔ ۲۳ نوامبر ۱۹۴۱) اقتصاددان، انسان‌شناس، فیلسوف، رمان‌نویس، خواننده، بازیگر، و سیاستمدار اهل ژاپن است.